# Provincia Westfalia
Provincia Westfalia a fost inițial una din cele zece provincii ce aparțineau din anul 1815 după Congresul de la Viena de Prusia, ea a existat până în august 1946. Capitala provinciei era orașul Münster, provinciile prusace cuprindeau teritorii separate cu tradiții și confesiuni diferite ceea ce a influențat politica și cultura din aceste provincii.

## Componență
- Grafschaft Limburg
- Fürstentum Minden
- Grafschaft Mark
- Erbfürstentum Münster
- Fürstentum Paderborn
- Grafschaft Ravensberg
- Sayn-Wittgenstein
- Grafschaft Tecklenburg
- Herzogtum Westfalen

## Președinți ai Provinciei Westfalia
| Perioada    | Nume                                                                 |
| ----------- | -------------------------------------------------------------------- |
| 1816 - 1844 | Ludwig Friedrich Freiherr von Vincke                                 |
| 1845 - 1846 | Justus Wilhelm Eduard von Schaper                                    |
| 1846 - 1850 | Eduard Heinrich Flottwell                                            |
| 1850 - 1871 | Franz Gerhard Xaver von Duesberg                                     |
| 1871 - 1882 | Friedrich von Kühlwetter                                             |
| 1883 - 1889 | Robert Eduard von Hagemeister                                        |
| 1889 - 1899 | Heinrich Konrad Studt                                                |
| 1899 - 1911 | Gustav Wilhelm Eberhard Freiherr von der Recke von der Horst         |
| 1911 - 1919 | Karl Prinz zu Ratibor und Corvey, Prinz zu Hohenlohe-Schillingsfürst |
| 1919        | Felix Friedrich Graf von Merveldt, DNVP                              |
| 1919 - 1922 | Bernhard Wuermeling, Partidul Central German                         |
| 1922        | Felix Friedrich Graf von Merveldt, DNVP                              |
| 1922 - 1933 | Johannes Gronowski, Partidul Central German                          |
| 1933 - 1938 | Ferdinand Freiherr von Lüninck, DNVP                                 |
| 1938 - 1945 | Alfred Meyer, NSDAP                                                  |
| 1945 - 1946 | Rudolf Amelunxen, Partidul Central German                            |

## Provincia în timpulRepublicii Weimar
In ianuarie a început un proces de radicalizare a unor partide politice, paralel cu campania socialistă și grevele muncitorilor din regiunea Ruhr.